# Bálgatjávrásj
Bálgatjávrásj, enligt tidigare ortografi Palkat-Jauratj, är en sjö i Jokkmokks kommun i Lappland och ingår i Luleälvens huvudavrinningsområde. Sjön har en area på 0,369 kvadratkilometer och ligger 1 256 meter över havet. Bálgatjávrásj ligger i Sarek Natura 2000-område på högsätten Luohttoláhko. Sjön avvattnas av Bálgatjåhkå.

## Delavrinningsområde
Bálgatjávrásj ingår i det delavrinningsområde (745211-157207) som SMHI kallar för Mynnar i Kamajåkkå. Medelhöjden är 1 259 meter över havet och ytan är 32,7 kvadratkilometer. Det finns inga avrinningsområden uppströms utan avrinningsområdet är högsta punkten. Bálgatjåhkå som avvattnar avrinningsområdet har biflödesordning 4, vilket innebär att vattnet flödar genom totalt 4 vattendrag innan det når havet efter 331 kilometer. Avrinningsområdet består mestadels av kalfjäll (89 %). Avrinningsområdet har 0,51 kvadratkilometer vattenytor vilket ger det en sjöprocent på 1,6 %. Delavrinningsområdet täcks till 9,85 procent av glaciärer, med en yta av 3,2225 kvadratkilometer.